# Jacques de Billy (abate)
Jacques de Billy de Prunay O.S.B. (in lingua latina: Jacobus Billius) (Guise, 1535 – Parigi, 25 dicembre 1581) è stato un monaco cristiano, teologo e grecista francese.
Abate benedettino fu un importante umanista, poeta e traduttore di opere dei Padri della Chiesa greca.

## Biografia
Jacques de Billy discendeva dall'antica famiglia dei de Prunay ed era figlio di Louis de Billy, signore di Prunay, governatore della città di Guise e di Marie de Brichanteau. Jacques de Billy aveva sei fratelli: Claude, ucciso nella battaglia di Jarnac (1569); Louis, ferito nella difesa di Poitiers, che morì a seguito delle ferite riportate in battaglia; due fratelli che vennero uccisi nella battaglia di Dreux, il 19 dicembre 1562; Geoffroy de Billy, vescovo-duca di Laon (1598-1612); Jean, abate commendatario di due monasteri, che si fece certosino e morì prima del 1585. Due delle sue sorelle erano suore presso l'Abbazia di Saint-Jean-Baptiste du Moncel, un'altra madre superiora a Mont Notre Dame, nell'ordine di Cîteaux; l'ultima sorella sposò François II d'Allonville d'Oysonville.
Jacques de Billy venne inviato a Parigi nella sua prima giovinezza. Studiò latino, filosofia e teologia. Richiamato dalla famiglia all'età di diciotto anni, fu inviato successivamente a Orleans e Poitiers, per frequentare corsi di giurisprudenza. Dopo la morte dei genitori decise di dedicarsi agli studi letterari, per i quali si sentiva più portato. Si ritirò a Lione, e poi ad Avignone, dove apprese le lingue greca ed ebraica.
Quindi decise di abbracciare lo stato ecclesiastico. Dapprima divenne abate dell'Abbazia di Saint-Vincent de Laon e, successivamente abate di Saint-Léonard de Ferrières a Bouille-Loretz, nell'Angiò, e priore di Tauxigny in Turenna. Sollecitato dal fratello maggiore Jean de Billy, acconsentì di prendere in carico l'Abbazia di Saint-Michel-en-l'Herm e l'Abbazia di Notre-Dame-de-Ré. Come abate, Jacques condusse una vita ascetica e guidò i suoi monasteri con grande abilità.
Nel frattempo, scoppiarono le guerre di religione, l'Abbazia di Notre-Dame-de-Ré fu saccheggiata e quella di Saint-Michel-en-l'Herm fu completamente distrutta. Billy spese tutto il suo denaro per riparare queste perdite. Lo stesso abate fu spesso obbligato, per sfuggire alle devastazioni della guerra, a fuggire, risiedendo per brevi periodi a Laon, a Nantes, Parigi e al priorato di Tauxigny. Colto difensore della religione cattolica, scrisse le Consolations de l'âme fidèle, nel 1569.
Alla fine della sua vita, tornò a Parigi. Visse con il suo amico Gilbert Génébrard, famoso ebraista e teologo benedettino. Morì il 25 dicembre 1581, a 46 anni. È sepolto nella Chiesa di Saint-Séverin.

## Opere

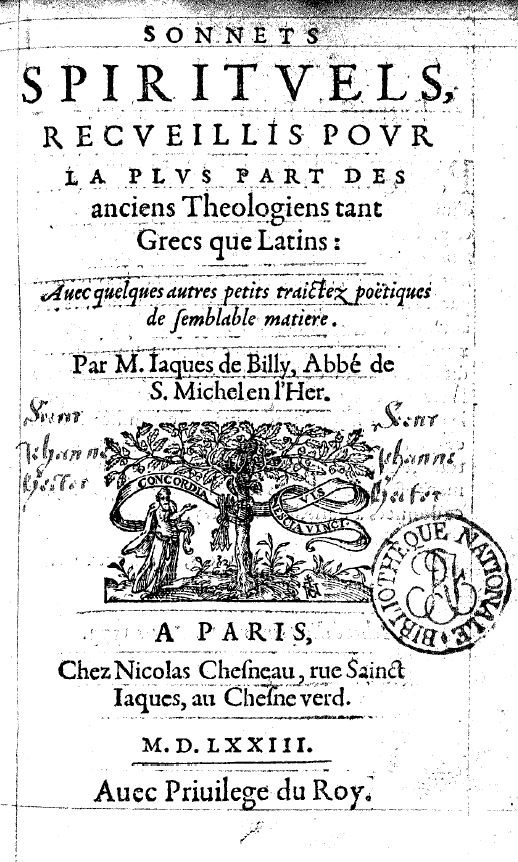
Jacques de Billy de Prunay, Sonnets spirituels (1567)..

Dal giorno in cui divenne novizio, de Billy abbandonò gli studi profani e si dedicò esclusivamente allo studio dei Padri. Le sue capacità critiche e le sue eccezionali competenze linguistiche (scriveva in greco e latino con grande purezza e precisione) gli permisero di ottenere ottimi risultati sia nell'emendazione dei testi sia nella corretta interpretazione di molti passaggi oscuri nei Padri della Chiesa. De Billy aveva una particolare predilezione per San Gregorio Nazianzeno, del quale curò l'Opera omnia con traduzione latina. De Billy fu anche valente poeta: alcuni dei suoi Sonnets spirituels furono musicati dal compositore Gilles Maillard agli inizi degli anni '80 del '500. Le sue opere maggiori sono:
- S. Gregorii Nazianzeni opera omnia latine (Paris, 1569); una seconda edizione migliorata uscì nel 1583.
- Sonnets spirituels : recueillis pour la plus part des anciens théologiens, tant grecs que latins, avec quelques autres petits traictez poëtiques de semblable matière (1567)
- Consolations et instructions (Paris, 1570)
- Récréations spirituelles (Paris, 1573)
- S. Gregorii Nazianzeni opuscula (Paris, 1575)
- Interpretatio Latina xviii priorum capitum S. Irenaei (Paris, 1575).
- Anthologia sacra (Paris, 1576)
- Joannis Damasceni opera (Paris, 1577)
- Locutiones Graecae (Paris, 1578).
- Opuscula aliqua S. Joannis Chrysostomi (Paris, 1581)
- S. Isidori Pelusiotae epis. Libri tres (Paris, 1585)
- S. Epiphanii opera (Paris, 1612).

## Edizioni moderne
- Six livres du second Advenement de Nostre Seigneur, éd. Thierry Victoria, Paris, Garnier, 2010, "Textes de la Renaissance", n° 161.